# Mortlock River
Der Mortlock River ist ein Fluss in der Wheatbelt-Region im Südwesten des australischen Bundesstaates Western Australia.

## Geografie
Der Fluss entspringt bei Belmunging an den Westhängen der Cubbine Hills. Von dort fließt er nach Nordwesten bis zur Verbindungsstraße Northam–York. Dieser folgt er bis nach Northam und unterquert den Great Eastern Highway. Westlich der Stadt mündet er in den Avon River. 

### Nebenflüsse mit Mündungshöhen
Der Fluss hat folgende Nebenflüsse:
- Mortlock River East – 185 m
- Meenaar South Creek – 182 m
- Mortlock River North – 149 m

## Geschichte
Der Fluss wurde in den 1830er-Jahren nach dem Landvermesser ‘’Henry Mortlock Ommanney’’ benannt. Dieser war der erste Europäer, der den Fluss auf einer Expedition 1835 entdeckte.

## Ökologie
Der Mortlock River ist stark salzhaltig und liefert den größten Teil der Salzfracht (ca. 91 to. pro Jahr) des Avon River.